# Activision
Activision, Inc. – wydawca i producent gier komputerowych. Firma została założona 1 października 1979. Ich pierwsze produkty były wydawane na kartridżach na konsolę Atari 2600. Obecnie jest drugim (po Electronic Arts) co do wielkości wydawcą gier komputerowych na świecie.
Na początku grudnia 2007 ogłoszono fuzję koncernu Vivendi Games, którego częścią jest Blizzard Entertainment z Activision, której rezultatem jest Activision Blizzard.

## Historia
Activision założyli byli programiści Atari, tacy jak David Crane, Larry Kaplan, Alan Miller czy Bob Whitehead, skonfliktowani z prezesem firmy, Rayem Kassarem. Activision była pierwszą niezależną od platformy firmą tworzącą gry (third-party developer). W 1982 roku wydała grę Pitfall!, drugą najlepiej sprzedającą się pozycję na Atari 2600.